# Сесар
Сесар (рум. Săsar) — село у повіті Марамуреш в Румунії. Входить до складу комуни Реча.
Село розташоване на відстані 409 км на північний захід від Бухареста, 6 км на захід від Бая-Маре, 96 км на північ від Клуж-Напоки.

## Населення
За даними перепису населення 2002 року у селі проживали 1884 особи.
Національний склад населення села:
| Національність | Кількість осіб | Відсоток |
| -------------- | -------------- | -------- |
| румуни         | 1868           | 99,2%    |
| угорці         | 12             | 0,6%     |

Рідною мовою назвали:
| Мова      | Кількість осіб | Відсоток |
| --------- | -------------- | -------- |
| румунська | 1872           | 99,4%    |
| угорська  | 9              | 0,5%     |